# Leopoldo Torricelli
Leopoldo Torricelli (Torino, 2 novembre 1893 – Torino, 18 novembre 1930) è stato un ciclista su strada e pistard italiano.
Professionista dal 1912 al 1929, conta la vittoria del Giro di Lombardia nel 1916 e una tappa al Giro d'Italia 1920. Nel 1924 vinse la medaglia di bronzo ai mondiali di mezzofondo.

## Carriera
Corse per la Maino, la Dei, la Verdi e la Legnano. Buon passista, vinse alcune corse in linea tra cui il Giro di Lombardia del 1916 quando, in fuga con Alfredo Sivocci, approfittò della caduta di quest'ultimo per vincere in solitaria. Partecipò a quattro edizioni del Giro d'Italia tra il 1913 e il 1924, vincendo una tappa nel 1920.
Dopo la carriera su strada, si dedicò alla pista, vincendo sei campionati italiani nella specialità mezzofondo tra il 1924 e il 1929. Nel 1924 fu terzo ai mondiali, sempre nel mezzofondo. Morì di tubercolosi a 37 anni.

## Palmarès

### Strada
- 1912 (Maino, una vittoria)

Genova-Ventimiglia
- 1913 (Maino, due vittorie)

Coppa Casalegno
Giro delle due Province-Marciana di Cascina
- 1916 (Maino, una vittoria)

Giro di Lombardia
- 1919 (Peugeot, due vittorie)

Coppa Savona
Susa-Moncenisio
- 1920 (Legnano, una vittoria)

5ª tappa Giro d'Italia (Chieti > Macerata)

### Pista
- 1924

Campionati italiani, Mezzo fondo
- 1925

Campionati italiani, Mezzo fondo
- 1926

Campionati italiani, Mezzo fondo
- 1927

Campionati italiani, Mezzo fondo
- 1928

Campionati italiani, Mezzo fondo
- 1929

Campionati italiani, Mezzo fondo

## Piazzamenti

### Grandi giri
- Giro d'Italia

1913: 6º
1920: ritirato

### Classiche monumento
- Milano-Sanremo

1912: 9º
1917: 9º
1919: 13º
1920: 11º
- Giro di Lombardia

1911: 6º
1912: 4º
1914: 14º
1916: vincitore
1917: 3º
1918: 5º
1921: 9º

## Piazzamenti

### Competizioni mondiali
- Campionati del mondo su pista

Parigi 1924 - Mezzo fondo: 3º